# Carex sanctae-marthae
Carex sanctae-marthae là một loài thực vật có hoa trong họ Cói. Loài này được L.E.Mora & J.O.Rangel mô tả khoa học đầu tiên năm 1983.